# Måløv Sogn
Måløv Sogn er et sogn i Ballerup-Furesø Provsti (Helsingør Stift). Sognet ligger i Ballerup Kommune (Region Hovedstaden). Indtil Kommunalreformen i 2007 lå det i Ballerup Kommune (Københavns Amt), og indtil Kommunalreformen i 1970 lå det i Smørum Herred (Københavns Amt). I Måløv Sogn ligger Måløv Kirke.
I Måløv Sogn findes flg. autoriserede stednavne:
- Kildedal (station)
- Måløv (bebyggelse, ejerlav)
- Sørup (bebyggelse, ejerlav)
- Værebro Å (å)